# Nikołaj Kuzniecow (admirał)
Nikołaj Gierasimowicz Kuzniecow, ros. Николай Герасимович Кузнецов (ur. 11 lipca?/24 lipca 1904 we wsi Miedwiedki, zm. 6 grudnia 1974 w Moskwie) – radziecki oficer marynarki wojennej, dowódca radzieckiej Marynarki Wojennej podczas II wojny światowej, dowódca Floty Oceanu Spokojnego, głównodowodzący Marynarki Wojennej i I zastępca ministra obrony ZSRR, flagman floty 1 rangi, admirał floty Związku Radzieckiego, Bohater Związku Radzieckiego (1945), członek Komitetu Centralnego KPZR (1939–1955), deputowany do Rady Najwyższej ZSRR 1., 2. i 4. kadencji.

## Życiorys

### Dzieciństwo i młodość
Urodził się we wsi Miedwiedki (obecnie w rejonie kotłaskim, obwodu archangielskiego) w rodzinie chłopskiej. W 1919 wstąpił ochotniczo do radzieckiej marynarki wojennej, zawyżając swój wiek o 2 lata – do rzecznej Flotylli Północnodwińskiej (stąd czasami podawana jest data urodzenia 1902). Uczestniczył w wojnie domowej w Rosji. Od 1920 służył w Piotrogrodzie.

### Okres międzywojenny
W latach 1922–1926 uczył się w Szkole Morskiej im. Michaiła Frunzego, którą ukończył z wyróżnieniem 5 października 1926. Służył następnie we Flocie Czarnomorskiej na lekkim krążowniku „Czerwona Ukraina”. Od 1925 był członkiem partii komunistycznej WKP(b).
W latach 1927–1932 studiował w Akademii Marynarki Wojennej, kończąc ją z wyróżnieniem. Ponownie we Flocie Czarnomorskiej, od 1932 pływał jako zastępca dowódcy na krążowniku „Krasnyj Kawkaz”, a następnie od 1934 dowodził krążownikiem „Czerwona Ukraina”, który pod jego dowództwem stał się przodującym okrętem we flocie. Awansował na kolejne stopnie, stając się jednym z najmłodszych oficerów w randze komandora (kapitana 1. ranga). W 1936 został wysłany do toczącej wojnę domową Hiszpanii jako attaché wojskowy – faktycznie doradca wojskowy rządu republikańskiego, gdzie przyjął pseudonim Nicolas Lepanto. W Hiszpanii pozostawał od 5 września 1936 do 15 sierpnia 1937. Po powrocie do ZSRR, od sierpnia został zastępcą dowódcy Floty Oceanu Spokojnego. 10 stycznia 1938 mianowany fłagmanem 2. rangi i powierzono dowództwo Floty Oceanu Spokojnego. Podczas czystek stalinowskich we flocie starał się chronić podwładnych.
28 kwietnia 1939 został mianowany narkomem (komisarzem ludowym) Marynarki Wojennej ZSRR (odpowiednikiem ministra) i głównodowodzącym floty, będąc najmłodszym radzieckim komisarzem ludowym i pierwszym marynarzem na tym stanowisku (dwóch poprzednich: pierwszy oficer polityczny – Piotr Smirnow, drugi oficer NKWD – Michaił Frinowski). Podjął działania w celu wzmocnienia floty, osłabionej czystkami wśród oficerów i podniesienia jej sprawności bojowej, przez organizowanie ćwiczeń i nowych szkół morskich. Podkreśla się, że starał się działać niezależnie od Józefa Stalina. Przy wprowadzeniu systemu nowych stopni wojskowych w czerwcu 1940 otrzymał stopień admirała.

### II wojna światowa
Po ucieczce z Talina polskiego okrętu podwodnego ORP „Orzeł” osobiście zorganizował wymierzoną przeciw niemu prowokację, wydając rozkaz zatopienia radzieckiego statku „Metallist”, w celu oskarżenia o to dowódcy polskiego okrętu. Dzięki rozkazom Kuzniecowa przewidującego wojnę z Niemcami, wyprzedzającym atak Niemiec na ZSRR, flota wojenna znajdowała się w chwili ataku 22 czerwca 1941 w stanie alarmu, zarządzonym 21 czerwca i początkowo nie poniosła strat. Kuzniecow był członkiem Stawki Najwyższego Naczelnego Dowództwa. 31 maja 1944 mianowany admirałem floty. Stopień ten odpowiadał generałowi armii, lecz 31 maja 1945 zrównano go z rangą marszałka Związku Radzieckiego. 14 września 1945 otrzymał tytuł Bohatera Związku Radzieckiego. Uczestniczył w konferencjach jałtańskiej i poczdamskiej.

### Okres powojenny

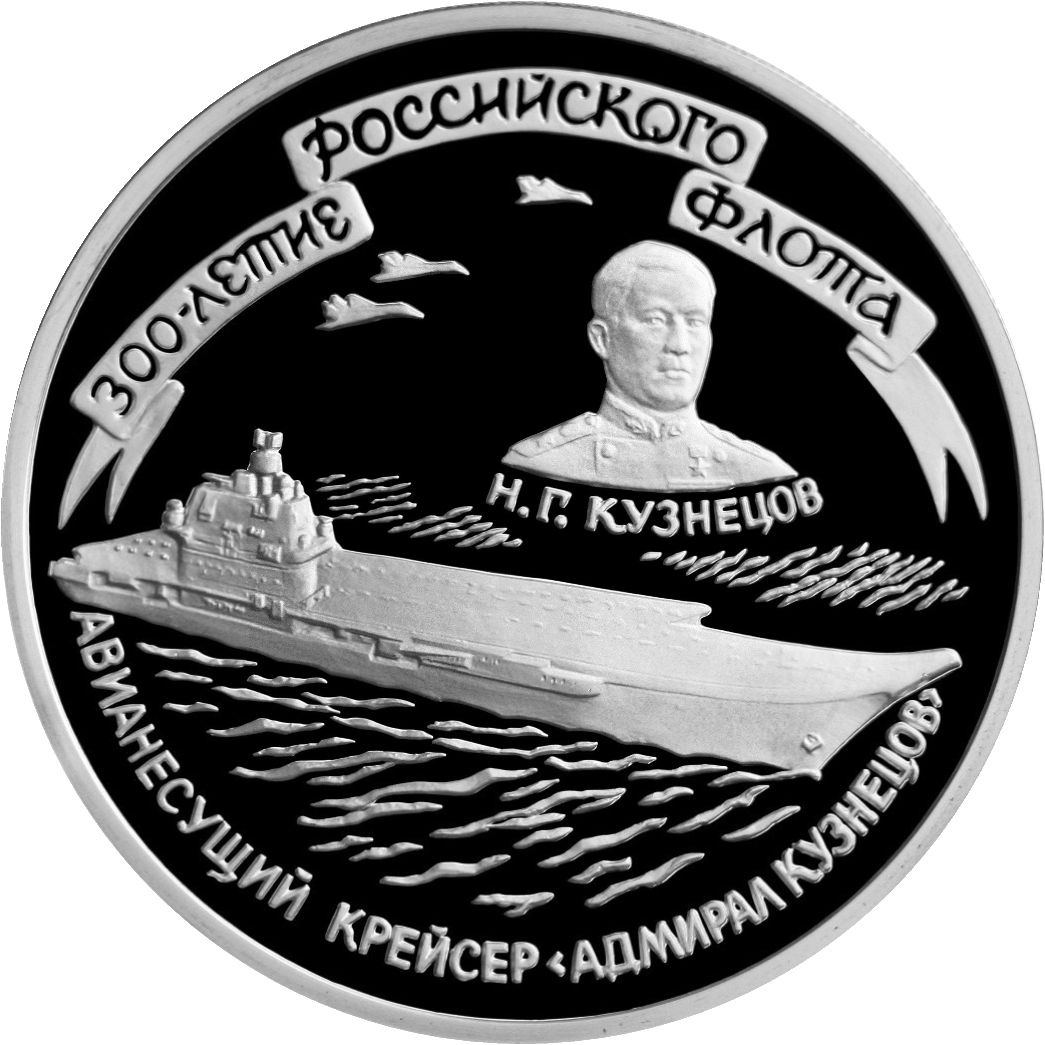

W 1946 komisariaty ludowe przeorganizowano w ministerstwa i Kuzniecow pozostał głównodowodzącym Marynarki Wojennej (WMS) i zastępcą ministra sił zbrojnych ZSRR. Wkrótce jednak popadł w niełaskę Stalina i w styczniu 1947 został usunięty ze stanowisk i mianowany naczelnikiem zarządu szkolnictwa wojenno-morskiego.
W grudniu 1947 razem z grupą admirałów został poddany represjom politycznym, na podstawie sfabrykowanego oskarżenia o przekazywanie tajnych dokumentów aliantom podczas wojny. W procesie zapadły wyroki więzienia, lecz Kuzniecowowi w lutym 1948 sąd wojenny jedynie obniżył stopień do kontradmirała. Od czerwca 1948 był zastępcą dowódcy wojsk Dalekiego Wschodu do spraw marynarki, a od lutego 1950 dowodził Flotą Oceanu Spokojnego. Kuzniecow powrócił później do łaski Stalina, który powierzył mu w lipcu 1951 stanowisko ministra marynarki wojennej i dowodzenie flotą. Stopień admirała floty przywrócono mu jednak dopiero po śmierci Stalina 11 maja 1953.
Po reorganizacji od marca 1953 Kuzniecow był głównodowodzącym Marynarki Wojennej i I zastępcą ministra obrony ZSRR. 3 marca 1955 jego stopień przemianowano na: Admirał Floty Związku Radzieckiego, a 27 kwietnia 1955 wręczono mu marszałkowską gwiazdę. Kuzniecow w tym okresie poświęcał uwagę technicznemu rozwojowi marynarki wojennej, szczególnie planom rozwoju lotnictwa morskiego. Jednak na skutek złych stosunków z ministrem obrony marsz. Gieorgijem Żukowem i rządzącym państwem Nikitą Chruszczowem, wkrótce ponownie został odsunięty od dowodzenia. 8 grudnia 1955 pod pretekstem winy w dopuszczeniu do zatonięcia pancernika „Noworossijsk”, za które nie ponosił odpowiedzialności, postanowieniem Rady Ministrów został pozbawiony swoich funkcji. 7 lutego 1956 obniżono mu stopień do wiceadmirała z uzasadnieniem „za poważne niedostatki w dowodzeniu flotami” i przeniesiono do rezerwy, bez prawa zatrudnienia we flocie.
Kuzniecow w tym okresie pisał wspomnienia o wojnie i represjach stalinowskich, wydane w latach 70., a częściowo pośmiertnie, w których krytykował ingerencje przywództwa partyjnego w sprawy wojska przed wojną. Napisał też „oficjalną” książkę „Kursem ku zwycięstwu”. W oficjalnej historiografii ZSRR w tym okresie rolę Kuzniecowa podczas wojny często pomijano. W latach 1939–1955 członek Komitetu Centralnego KPZR, deputowany do Rady Najwyższej ZSRR 1., 2. i 4. kadencji.
Był dwukrotnie żonaty, miał dwóch synów: Wiktora i Nikołaja. Zmarł 6 grudnia 1974 w Moskwie i został pochowany na Cmentarzu Nowodziewiczym.
Po odwilży politycznej w ZSRR i usunięciu Gieorgija Żukowa w 1957, grupa weteranów marynarki wojennej wielokrotnie apelowała o przywrócenie Kuzniecowowi stopnia i zaliczenie do generalnych inspektorów ministerstwa obrony, lecz inicjatywy te napotykały opór dowodzącego marynarką admirała Siergieja Gorszkowa. Dopiero po śmierci Kuzniecowa i Gorszkowa, 26 lipca 1988 Kuzniecowowi pośmiertnie przywrócono stopień Admirał Floty Związku Radzieckiego. Od tej pory też zaczęto upamiętniać jego osobę, a w 1990 nazwano jego imieniem nowo budowany pierwszy radziecki lotniskowiec. Nazwano też jego imieniem Akademię Marynarki Wojennej w Petersburgu.

## Awanse admiralskie
- admirał - Uchwała Rady Komisarzy Ludowych nr 946 z 4 czerwca 1940;
- admirał floty - Uchwała Rady Komisarzy Ludowych nr 640 z 31 maja 1944;
- wiceadmirał - Uchwała Rady Ministrów ZSRR nr 257 z 27 stycznia 1951;
- admirał floty Związku Radzieckiego - Uchwała Rady Ministrów ZSRR z 3 marca 1955.

## Odznaczenia
- Medal „Złota Gwiazda” Bohatera Związku Radzieckiego (14 września 1945)
- Order Lenina – czterokrotnie (1937, 1945, 1945, 1952)
- Order Czerwonego Sztandaru – trzykrotnie (1937, 1944, 1950)
- Order Uszakowa I klasy – dwukrotnie (1944, 1945)
- Order Czerwonej Gwiazdy (1935)
- Medal „Za obronę Moskwy”
- Medal „Za obronę Kaukazu”
- Medal „Za zwycięstwo nad Niemcami w Wielkiej Wojnie Ojczyźnianej 1941–1945”
- Medal jubileuszowy „Dwudziestolecia zwycięstwa w Wielkiej Wojnie Ojczyźnianej 1941–1945”
- Medal jubileuszowy „XX lat Robotniczo-Chłopskiej Armii Czerwonej”
- Medal jubileuszowy „30 lat Armii Radzieckiej i Floty”
- Medal jubileuszowy „40 lat Sił Zbrojnych ZSRR”
- Medal jubileuszowy „50 lat Sił Zbrojnych ZSRR”
- Krzyż Kawalerski Orderu Odrodzenia Polski (1945, Polska)
- Order Krzyża Grunwaldu III klasy (1946, Polska)
- Medal „Za waszą wolność i naszą” (1967, Polska)
- Order Wyzwolenia Narodowego (1946, Jugosławia)
- Złota Gwiazda Partyzancka (1946, Jugosławia)
- Medal „Za wyzwolenie Korei” (KRLD)
- I inne